# Fredolic anellat
El fredolic anellat (Tricholoma cingulatum) és una espècie de bolet pertanyent a la família de les tricolomatàcies.

## Descripció
- El barret és de color gris pàl·lid o brunenc gris amb la superfície finament esquamosa i seca, de jove amb el marge proveït de restes del vel, fibril·loses i blanquinoses. Fa entre 3 i 6 cm de diàmetre.
- Les làmines són blanquinoses, sovint amb lleus tonalitats grises, de subdistants a denses, quan són velles, la tonalitat és una mica més pàl·lida.
- El peu és blanquinós gris pàl·lid o lleugerament brunenc gris, amb un anell estret, blanquinós i membranós, llanós (en els bolets vells pot ésser poc evident).
- Olor i sabor lleument de farina.
- L'esporada és de color blanc, no amiloide, i les espores són una mica més petites que les de Tricholoma scalpturatum: 4,5-5 x 2,5-3 micròmetres.[2][3][4][5]

## Hàbitat
Apareix entre el setembre i l'octubre, és força rar i viu en sòls àcids i sota bedolls i salzes, sobretot als boscos de ribera i, de vegades, als parcs.

## Distribució geogràfica
Es troba a Europa, incloent-hi la Gran Bretanya.

## Confusió amb altres espècies
Tricholoma cingulatum es reconeix bé pel vel (anell) ben visible. Està molt emparentat amb Tricholoma scalpturatum, però el primer té una marcada olor de farina, i grogueja clarament, no presenta mai anell i només als exemplars molt joves s'hi poden veure les fines restes filamentoses de la cortina al peu i al marge del barret. Tricholoma terreum tampoc té anell i no fa olor de farina. Seria perillosa la confusió amb Tricholoma pardinum, el qual és molt més robust i verinós.

## Comestibilitat
És comestible però, alhora, força escàs, per la qual cosa no s'hauria de recollir per al consum. A més a més, aquesta i altres espècies d'aquest grup no són gaire saboroses.